# Liste des évêques de Zaria
Liste des évêques de Zaria
(Dioecesis Zariensis)
L'évêché nigérian de Zaria est créé le  5 décembre 2000 par détachement de l'archevêché de Kaduna.

## Sont évêques
- du 5 décembre 2000 au 8 juillet 2022 : George Dodo
- depuis le 21 septembre 2023 : Habila Tyiakwonaboi Daboh

## Sources
- L'ANNUAIRE PONTIFICAL, sur le site http://www.catholic-hierarchy.org, à la page